# Ỗ
Ỗ (minuscule : ỗ), appelé O accent circonflexe tilde, est une lettre latine utilisée dans l’écriture du vietnamien.
Il s’agit de la lettre O diacritée d’un accent circonflexe et d’un tilde.

## Utilisation
En vietnamien, le O circonflexe ‹ Ô, ô › représente la voyelle /o/ et le tilde indique un ton montant glottalisé.

## Usage informatique
Le O accent circonflexe tilde peut être représenté avec les caractères Unicode suivants : 
- précomposé (latin étendu additionnel)[1] :

| formes    | représentations | chaînes de caractères | points de code | descriptions                                          |
| --------- | --------------- | --------------------- | -------------- | ----------------------------------------------------- |
| capitale  | Ỗ               | Ỗ                     | U+1ED6         | lettre majuscule latine o accent circonflexe et tilde |
| minuscule | ỗ               | ỗ                     | U+1ED7         | lettre minuscule latine o accent circonflexe et tilde |

- décomposé et normalisé NFD (latin de base, diacritiques) :

| formes    | représentations | chaînes de caractères | points de code       | descriptions                                                               |
| --------- | --------------- | --------------------- | -------------------- | -------------------------------------------------------------------------- |
| capitale  | Ỗ               | O◌̂◌̃                   | U+004F U+0302 U+0303 | lettre majuscule latine o diacritique accent circonflexe diacritique tilde |
| minuscule | ỗ               | o◌̂◌̃                   | U+006F U+0302 U+0303 | lettre minuscule latine o diacritique accent circonflexe diacritique tilde |